# Сардинско-арагонская война
Сардинско-арагонская война — средневековый конфликт, длившийся (с перерывами) с 1353 по 1420 год. Борьба велась за господство на земле и происходила между юдикатом Арборея, союзником сардинской ветви семьи Дориа, и Генуей и Сардинским королевством, последнее из которых было частью Арагонской короны с 1324 года.

## Исторический фон

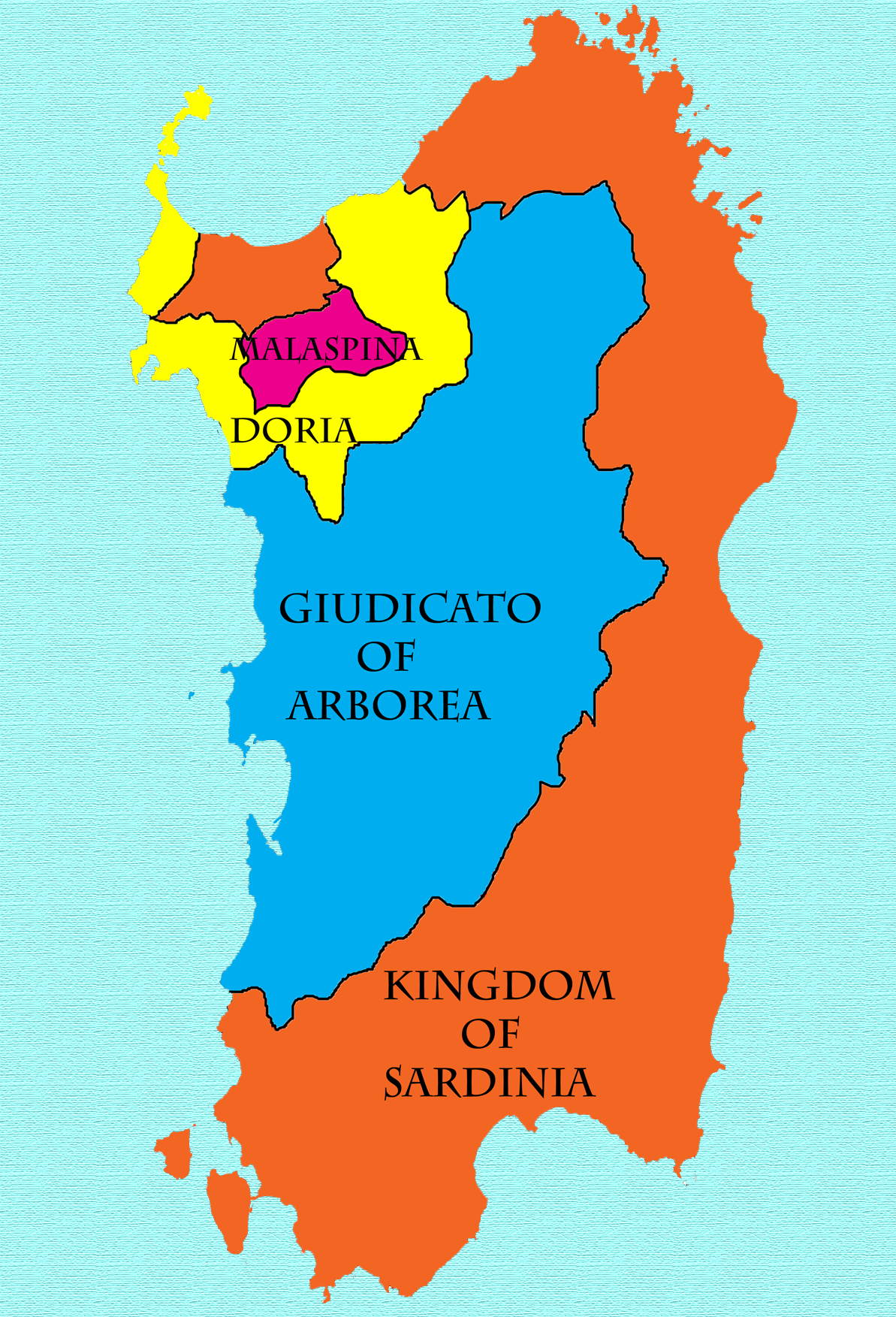
Политическая ситуация на Сардинии незадолго до войны

В 1297 году, в попытке урегулировать спор между анжуйцами и арагонцами по поводу Сицилийского королевства (который вызвал популярное движение, известное как Сицилийская вечерня), папа римский Бонифаций VIII сформировал договором Ананьи Королевство Сардиния и Корсика (лат. Regnum Sardiniae et Corsicae) для Хайме II Справедливого, короля Арагона.
В июне 1323 года началось территориальное завоевание Сардинии арагонской короной. Мощная арагонская армия отплыла из порта Тортоса, Каталония, на остров. В это время земля находилась под влиянием Республики Пизы, Генуи и семей Дориа и Маласпина, а также юдиката Арборея, единственного сохранившегося судебного государственного образования.
Арборейский судья Угоне II стал вассалом короля Хайме II Арагонского в обмен на сохранение династических прав на его судью в надежде расширить свой контроль на всю Сардинию в качестве лейтенанта короля, проживающего в Барселоне. Угоне открыл военные действия против Пизы и активно участвовал в последовавших за этим арагонских военных действиях против пизанцев, которые, неоднократно терпя поражение на суше и на море (несмотря на помощь Дориа и генуэзцев), были вынуждены уступить свои сардинские владения (бывшие юдикаты Кальяри и Галлура) арагонцам. Эти земли, вместе с коммуной Сассари, стали первым территориальным ядром Сардинского королевства.
В 1343 году, после смерти не оставившего сыновей Джованни Маласпина ди Виллафранка, все маласпийские сардинские владения перешли по завещанию к королю Педро IV Арагонскому, который включил их в состав Сардинского королевства. Затем арагонцы столкнулись с сардинской ветвью Дориа, владельцами больших участков бывшего юдиката Торрес, которые пытались занять Сассари и в 1347 году, в порядке исключения, воссоединившись, нанесли тяжёлое поражение арагонцам в битве при Айду-де-Турду, местности между Бонорва и Джаве. Однако летом 1353 года венецианско-арагонский флот разгромил генуэзский флот у Альгеро. Через несколько дней арагонские войска во главе с Бернатом де Кабрерой триумфально вошли в город Дориа.

## Долгий конфликт

### 1353—1354 годы

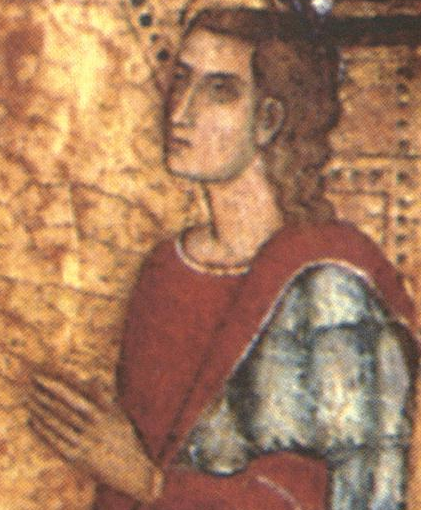
Мариано IV Арборейский, церковь Сан-Никола (Оттана)

В сентябре 1353 года, чувствуя угрозу со стороны арагонских притязаний на суверенитет и укрепление их власти на остальной части острова, Мариано IV, юдик Арбореи, разорвал союз с арагонцами, заключенный его отцом. В союзе с родом Дориа он объявил войну Сардинскому королевству. Сардинские войска проникли в Кампидано Кальяри, не встретив реального сопротивления со стороны арагонцев. Многие деревни восстали против иберийских феодалов и присоединились к арборейскому делу. Затем армия Мариано заняла виллу Куарту-Сант-Элена и угрожала близлежащему городу Кальяри, столице Сардинского королевства.
18 сентября калиаринские советники арагонского губернатора обратились за помощью к адмиралу Бернату де Кабрере. Закупки были затруднены, потому что Мариано прекратил все поставки в Кальяри и Вилья-ди-Кьеза. 6 октября Кабрера, прибывший на юг острова, разбил войска юдика у Куарту и ослабил осаду города арборейцами.
Тем временем на севере Сардинии бушевали многочисленные мятежи по наущению рода Дориа. 13 октября крепость Монтелеоне Рокка Дориа восстала, и 15 октября Альгеро был повторно занят. В конце месяца Мариан и Маттео Дориа осадили Сассари с примерно 400 рыцарями и 1000 пехотинцами. На рубеже 1353 года Арборея и Дория были хозяевами почти всей Сардинии; только города Кальяри, Сассари и Вилла-ди-Кьеза и некоторые замки остались в руках Сардинского королевства.
Мариано Арборейский обладал значительным военным потенциалом, и, благодаря значительному экспорту зерна, судья имел экономические ресурсы, необходимые для поддержки армии, способной противостоять армии Арагонской короны. У него были пехотинцы и рыцари, набранные из деревень, отряд арбалетчиков и солдат удачи различного происхождения (Италия, Германия, Франция, Англия) под командованием опытных капитанов, прибывших с итальянского полуострова.

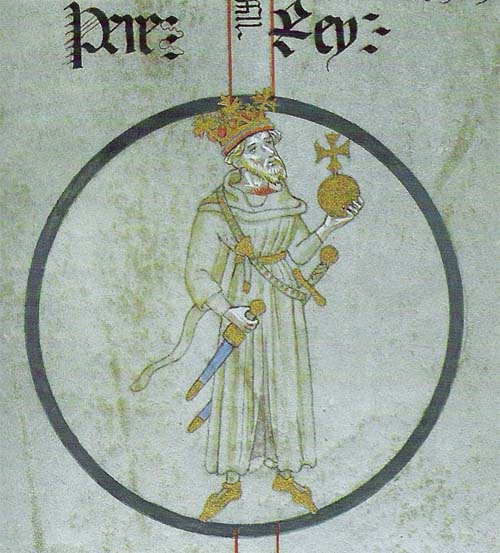
Педро IV Церемониальный (Монастырь Поблет)

Учитывая обострение ситуации, король Арагона Педро IV организовал внушительную экспедицию для подавления мятежа на острове. Он командовал большим флотом, который 22 июня 1354 года высадился в Порто-Конте с целью отвоевать город Альгеро.
Арагонская осада, длившаяся около пяти месяцев, закончилась катастрофой со всех точек зрения из-за малярии, принёсшей множество жертв в рядах осаждающих. Мариано, подошедший к осаждённому союзному городу, подошёл со своими войсками к Босе, но не сражался. Во избежание полного поражения король Арагона Педро начал переговоры с Мариано.
13 ноября 1354 года был подписан Альгероский мир, которым Мариано добился нескольких целей восстания: автономии своего судебного органа, свободы торговли в арборейских портах, феодального владения Галлура и положения о том, что генерал-губернатором Сардинского королевства должен быть человек, приятный ему. Взамен Педро IV Арагонский смог завладеть Альгеро; первоначальное сардинско-лигурийское население, настроенное в пользу Генуи, было эвакуировано и заменено каталонскими колонистами.

### 1365—1388 годы

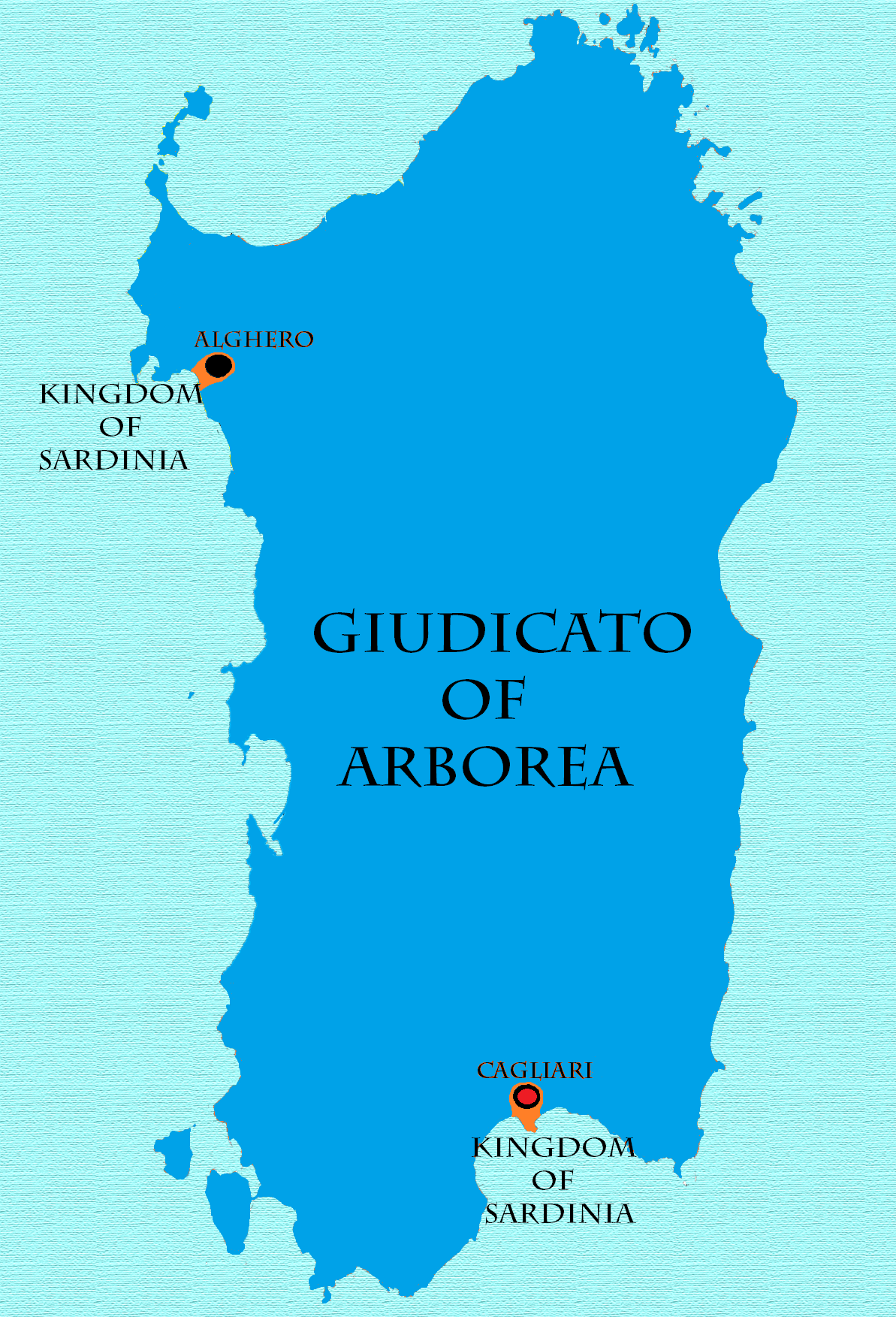
Юдикат Арборея в 1368—1388 и 1392—1409 гг.

Мир длился недолго, и в 1365 году Мариано вторгся на арагонские территории, снова войдя в Кампидано и Чиксерри. Он завоевал различные деревни и замки, а также шахтерский город Вилья-ди-Кьеза, восставший против арагонцев. Весной 1366 года он построил укрепленный лагерь возле Селаргия, чтобы перекрыть снабжение Кальяри, но город не сдался. При поддержке Генуи Мариано также открыл новый фронт на севере острова.
В июне 1368 года арагонская армия во главе с Педро Мартинесом де Луна прибыла в Кальяри и двинулась к столице Арбореии Ористано, которая до этого ни разу не подвергалась осаде арагонскими войсками. Угоне, сын Мариано, пришел на помощь городу с армией, набранной на оккупированных территориях. Пока каталонцы готовились к битве, Мариано покинул осажденный город, напав на них врасплох и разбив их у Сант-Анны.
В 1369 году после непродолжительной осады был завоеван Сассари, а за ним и Осило. К 1370 году арагонское присутствие на Сардинии сократилось только до городов Кальяри и Альгеро и замков Сан-Микеле, Джойоза-Гуардиа, Аквафредда и Квирра. В 1374 году флот Генуэзской республики при поддержке Мариано атаковал порт Кальяри, но был отброшен сопротивлением королевских войск.

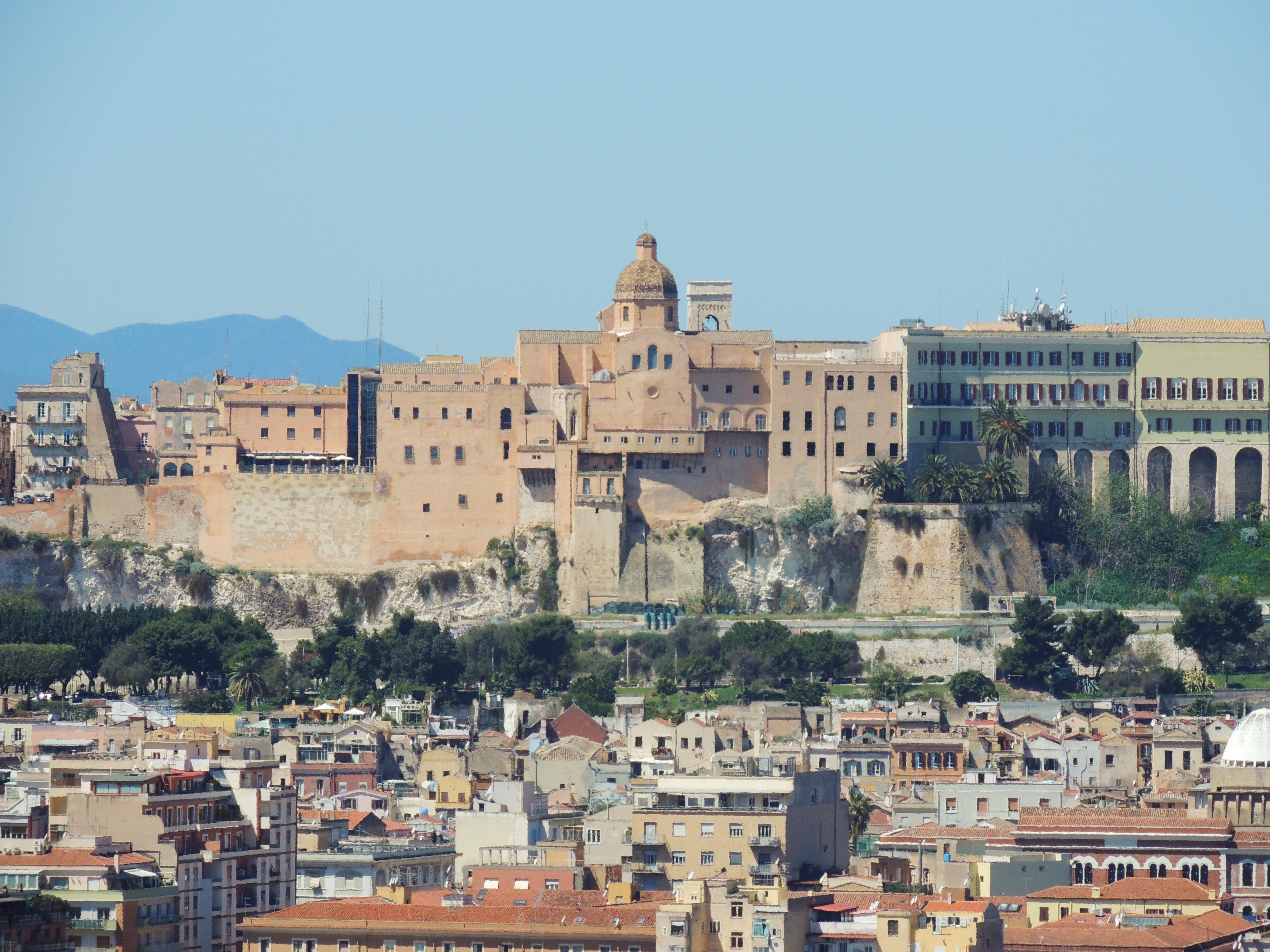
Восточные стены Кальяри

Мариано IV скончался в мае 1375 года на пике своего могущества, возможно, пораженный чумой. Его первенец Угоне получил династическое имя Угоне III Арборейский. Угоне продолжил политику своего отца по территориальной экспансии. Однако его военные подвиги не были на одном уровне с подвигами отца, и города Кальяри и Альгеро остались непокоренными. Его правление было недолгим и, как и его предок Джованни Арборейский, Угоне III вместе со своей единственной дочерью Бенедеттой был убит в 1383 году во время бунта.
Фридрих Арборейский сменил Угоне, за ним в 1387 году последовал Мариано V; оба были сыновьями Элеоноры д’Арбореа и Бранкалеоне Дориа. Однако, будучи несовершеннолетними, трон де-факто унаследовала их мать, которая в 1388 году заключила мирный договор с Арагонским королевством, взяв на себя обязательство вернуть территории, завоеванные её предшественниками.

### 1390—1420 годы
Через несколько лет военные действия между двумя сторонами возобновились, когда, освободившись от арагонцев, Бранкалеоне Дориа нарушил мирный договор, подписанный его женой и Хуаном I Арагонским, посчитав его недействительным. 1 апреля 1391 года он выступил против Кастель-ди-Кальяри; 16 августа вместе со своим сыном Мариано V из Арбореи он занял Сассари и Осило. В сентябре он завоевал замки Фава, Понтес, Бонвехи и Педрес, оставив их противникам только Альгеро и Лонгосардо. Затем он вошел в Вилья-ди-Кьеза и Санлури. В письме, написанном Санлури 3 февраля 1392 года, Бранкалеоне Дориа объявил, что он отвоевал все территории, которыми владел в 1388 году.
Однако военные действия закончились тем, что арагонцы продолжали контролировать окружающее море. Летом 1406 года Бранкалеоне возобновил наступление, вторгшись во многие земли бывшего юдиката Кальяри и Ольястры, заняв замок Квирра, напав на Лонгосардо и осадив Кальяри.

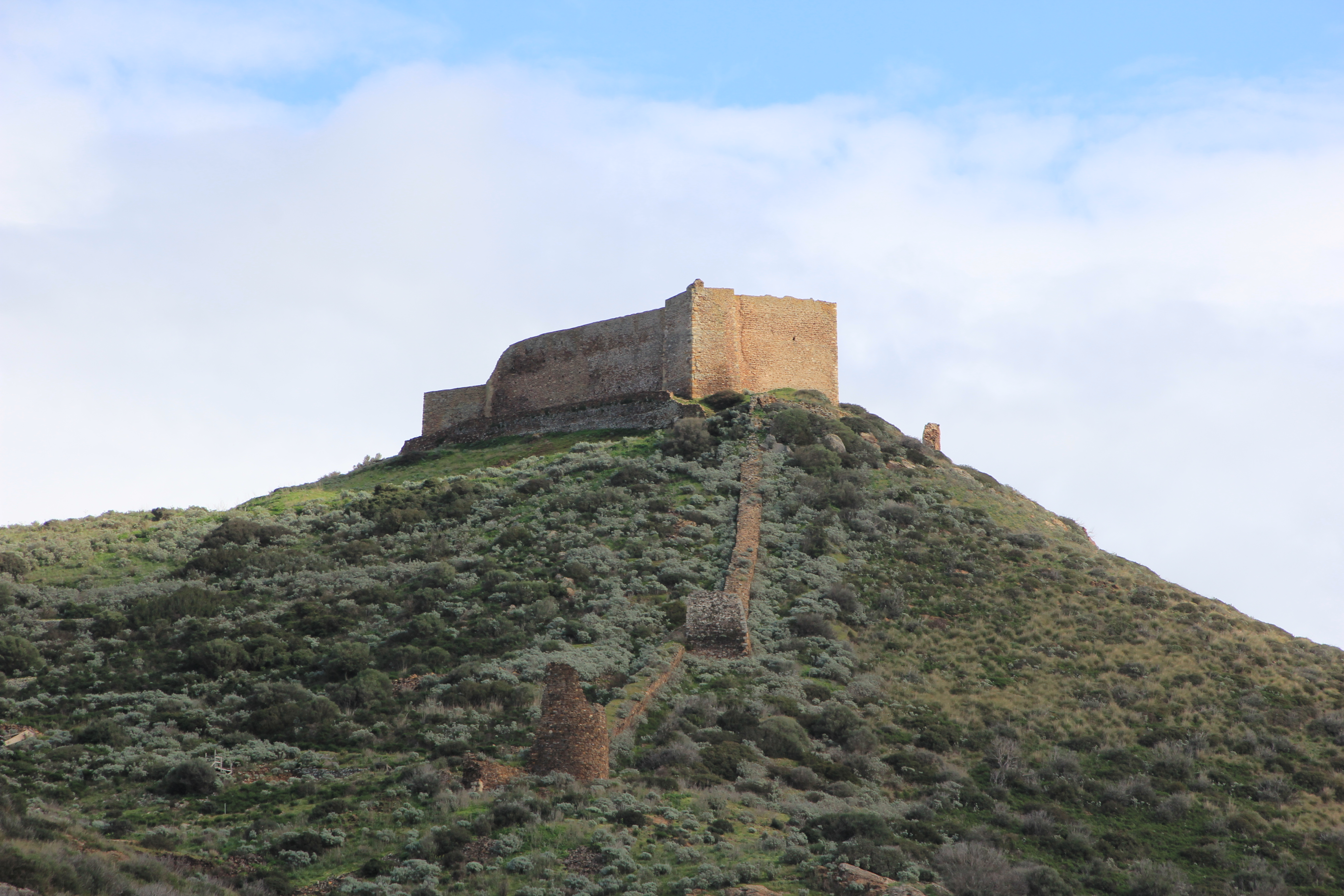
Замок Монреале, Сардара

Элеонора умерла в начале 1404 года, а Мариана V — в 1407 году, а Бранкалеоне Дориа впал в опалу перед смертью в 1409 году. Арагонская корона предложила трон Арбореи Вильгельму III Нарбоннскому (племяннику Беатриче, сестре Угоне III и Элеоноры), который стал судьей с именем Вильгельма II. Воспользовавшись династическим кризисом, наследник арагонской короны Мартин I Сицилийский Младший 6 октября 1408 года высадился на Сардинии с мощной армией под командованием Педро Торреллеса.
После неудачных попыток договориться война возобновилась. Столкновение между двумя лагерями произошло в сельской местности Санлури, в местности, называемой в настоящее время су-брунку-де-са-батталла, 30 июня 1409 года. Войска Сардинского королевства разделили судебную армию, возглавляемую Вильгельмом, на две части. Левая сторона была завалена в местности, называемой s’occidroxiu (бойня); правый разделился на два остатка: первый отступил к Санлури, но был достигнут и уничтожен, второй укрылся в Монреале и оказал сопротивление. 4 июля Вилла ди Кьеза сдалась в руки Джованни де Сена.
Это была катастрофа для Арбореи, даже несмотря на то, что Мартин Молодой умер вскоре после этого в Кальяри 25 июля 1409 года от малярии, вероятно, заразившейся после битвы. Вильгельм III Нарбоннский (Вильгельм II в качестве судьи Арбореи) вернулся во Францию в поисках помощи и оставил в качестве судьи де-факто своего двоюродного брата Леонардо Кубелло, потомка Угоне II.

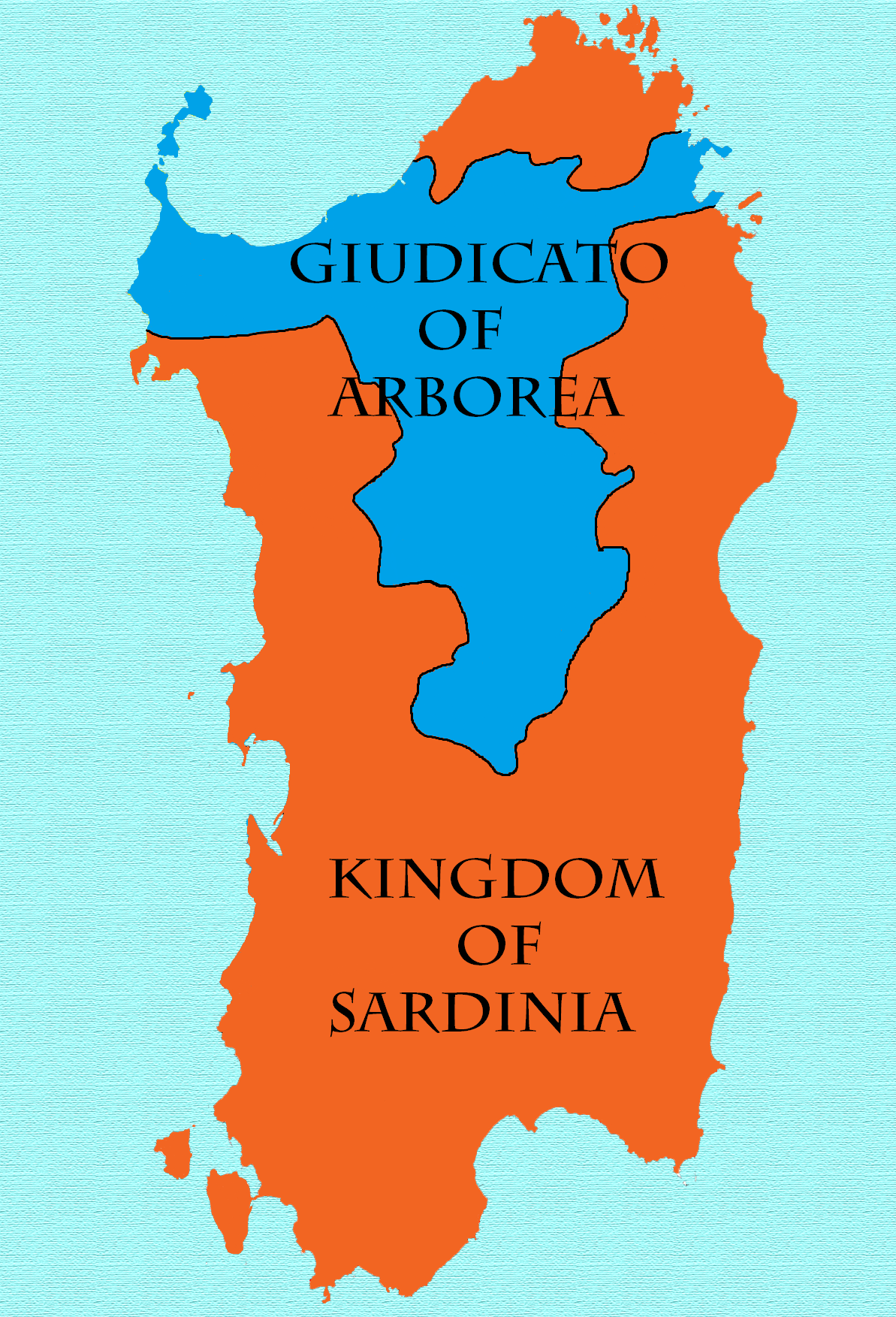
Юдикат Арборея в 1410—1420 годах

Однако тяжелое поражение, понесенное при Санлури, не сломило полностью арборейцев. Бои возобновились, и 17 августа армия Арбореи отразила жестокое нападение Монкады на Ористано. На следующий день Педро Торреллес повел солдат Сардинского королевства в сражение на равнине между Сант-Анна, Фенозу и Санта-Джуста, известное как Второе сражение (Segunda battalla), оставив на поле — согласно испанским источникам — более чем 6500 их мужчин.
Конфликт ещё не был завершен; армия Сардинского королевства запросила и получила подкрепление. Арборейцы усиленно оборонялись, и прошло семь месяцев, прежде чем Педро Торреллес завоевал замки Монреале, Мармилья и Джойоза Гуардиа. В январе 1410 года Педро Торреллес занял Бозу и осадил Ористано, где, наконец, Леонардо Кубелло подписал в церкви Сан-Мартино за стенами капитуляцию города и всей исторической Арбореи, которая была конфискована в Regnum Sardiniae et Corsicae. Ористано и Кампидано де Кабрас, Милис и Симаксис были даны ему вместе с титулом маркиза Ористано. Оставшиеся арборейские территории включали бывший Судья Торреса, две куратории юдиката Галлуры и Барбаджа, Бельви, Оллолаи и Мандролизай.
Весной того же года Вильгельм II Нарбоннский вернулся из Франции, организовав уцелевшие территории и перенеся столицу Юдиката в Сассари. С помощью Николо Дориа он восстановил замок Лонгосардо и угрожал Ористано и Альгеро, где Педро Торреллес, капитан-генерал и лейтенант короля, умер в том же году от малярии. Война продолжалась, и между 5 и 6 мая 1412 года ему удалось войти в Альгеро с сасарскими и французскими ополченцами, но затем он был отвергнут и вынужден отказаться от ожесточенного сопротивления альгерцев.
Убежденный, что он не может улучшить ситуацию, Вильгельм справился сначала с королем Фердинандом I Арагонским, затем с его сыном Альфонсо V Великодушным. 17 августа 1420 года было достигнуто соглашение, и то, что осталось от старого юдиката Арборея, было продано за 100 000 золотых флоринов.

## Последствия
Десятилетия, в течение которых происходил конфликт, были одними из самых мрачных в истории Сардинии. Среди наиболее очевидных последствий, в дополнение к исчезновению юдиката Арборея и, следовательно, к концу всех надежд автономистов для сардинцев, было обезлюдение и исчезновение сотен деревень, вызванное военными действиями, повторяющимися эпидемиями чумы и порабощением жителей. Тысячи сардинских заключенных депортированы на иберийские территории Арагонской короны и, в частности, в Королевство Майорка.